# 黃麗淑
黃麗淑（1949年—）是台灣漆藝藝術家，從事於漆藝創作與教學，現任臺灣工藝之家協家常任理事與草屯游漆園園長。
其漆藝創作，被譽為臺灣漆藝最具代表性的創作者之一。
對台灣社會最大貢獻在於發掘陳火慶藝師，並將其技藝保存下來，並長期研究多樣的漆器文飾技法，投入台灣漆器歷史的研究及調查，透過調查、研究、傳習、展覽推廣，使台灣的漆藝得以傳承下來。

## 生平
1949年生於屏東縣，國立台灣藝術專科學校美工科畢業。1976年任職於台灣省手工業研究所，其後致力於工藝的研究與創新，至1999年退休。
1984年追隨陳火慶藝師鑽研漆器，從此以傳承及發揚傳統漆藝產業為志趣，全力投入漆藝的研究、創作、教學與產品開發等工作，曾規劃主持「漆器藝人陳火慶技藝保存傳習計劃」等重要工藝活動。
1989年參加第44屆全省美展美術設計組或第一名並獲得省展永久免審資格。
1997至1998年後赴日本東京文化財研究所同中里壽克學習蒔繪、在琉球工藝指導所糸數政次老師學習堆錦、到福建學習中國傳統漆器技法。
曾獲日本石川縣漆器設計競賽銀賞、文建會民族工藝佳作獎、第三屆傳統工藝獎其他類三等獎等榮譽；並多次應文建會之邀舉辦個人展，經常前往大陸、日本等地展出。
於2000年擔任台南藝術學院與雲林科技大學兼任教授至今。
於草屯的「游漆園」漆藝園區，進行授課教室教學、倉庫與展示空間等工作。

## 展演與作品發表記錄
1991年應邀於行政院文建會文建藝廊 黃麗淑漆器藝術展展出；1992年於台北火車站文化藝廊展出黃麗淑器藝術展；1994年應邀於台中縣立文化中心舉行漆器藝術展；1994年於台北中華花藝文教基金會漆器藝術個展；2001年逸情映象－黃麗淑漆畫展於南投縣政府文化局；1989至1998年現代工藝嘗試展於國立故宮博物館現代文常展示室；1992年中日現代漆藝展於中國福州市；1996年中日代漆藝展於台北新光三越百貨；1996年應邀參加亞細亞漆器展，並於日本東京展出。

## 著作
下表為黃麗淑的著作：
- 《竹籐產品開發研究》
- 《竹木漆新產品開發》
- 《籃胎花器開發》
- 《手工紙藝利用研究》
- 《陳火慶藝師生命史及作品集》
- 《台灣漆器文物風華》
- 《傳統藝術叢書-台灣的漆器》
- 《高雄市立歷史博物館-漆器類典藏品研究案》